# 산소 센서

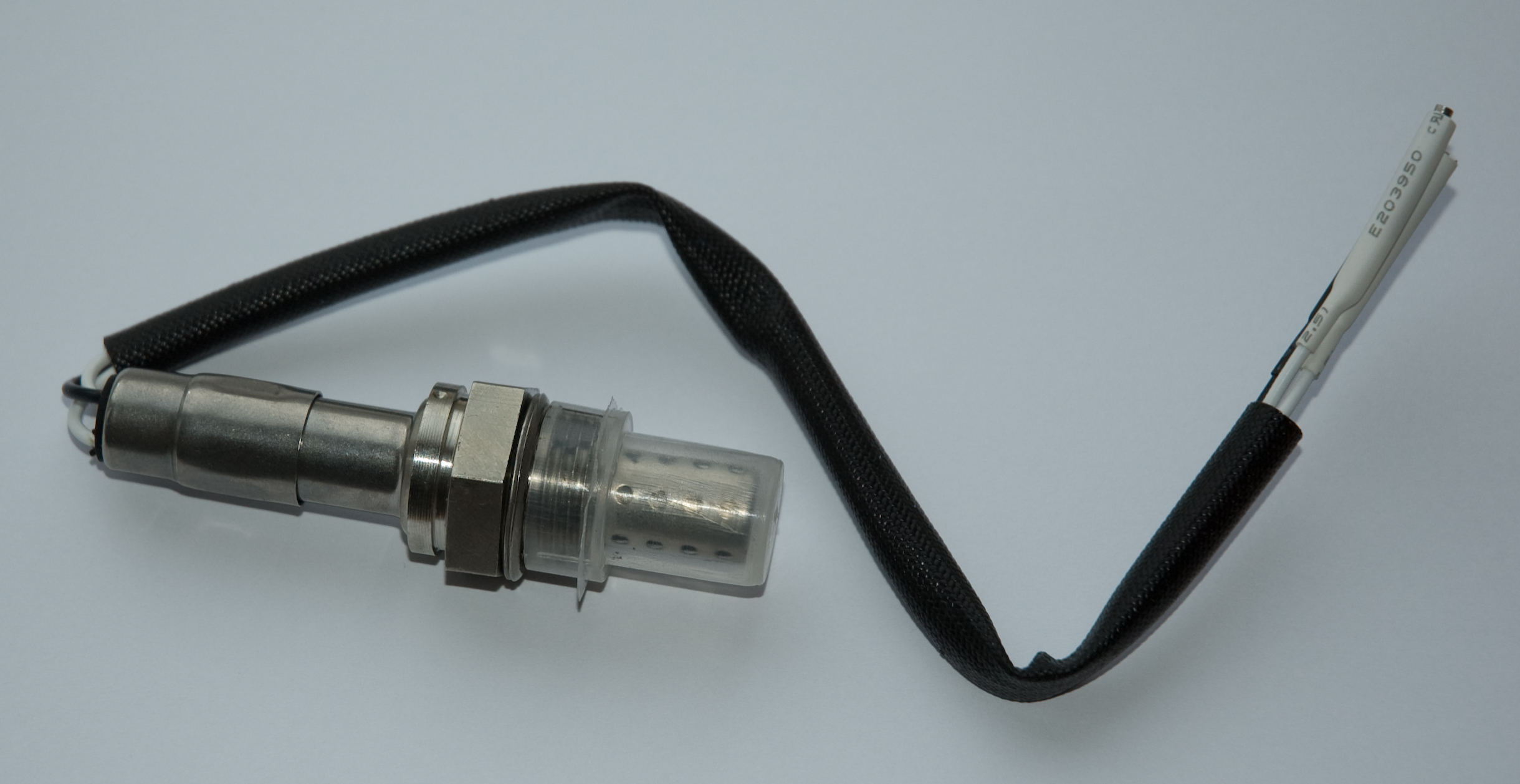
볼보 240 또는 유사 차량에 적합한 3와이어 산소 세서

산소 센서(oxygen sensor) 또는 람다 센서(lambda sensor)는 기체나 액체속의 산소(O2)의 분압을 측정하는 전자 소자이다. 그것은 1960년대 후반 로베르트 보슈 GmbH에 의해 개발되었느데 귄터 바우만이 관리감독하였다. 원래의 검출 요소는 백금의 박막을 지닌 기준 측과 소진 측 모두에 쇠고리(thimble) 형태의 지르코니아 세라믹이 코팅되어 만들어졌다. 그리고 가열되거나 가열되지 않은 형태이다. 평판 형태의 센서는 1998년 시장에 출시되었고 세라믹 검출 요소와 세라믹 구조내의 내장 히터의 질량을 매우 줄였다. 이것은 켠후 빠르게 작동하고 응답속도가 빠른 센서를 주었다. 가장 공통적인 응용은 자동차와 다른 운송 수단의 내부 연소 엔진의 소모 가스 농도를 측정하는 것이다. 스쿠버 다이버 역시 흡사한 소자를 사용하여 호흡용 가스의 산소 분압을 측정한다.
과학자들은 산소 센서를 사용하여 호흡작용(Respiration) 또는 산소 생산을 측정하며 다른 접근 방법을 사용한다. 산소 센서는 산소 분석기에서 사용되는데 그것은 마취 모니터, 호흡기와 산소 농축기와 같은 의학 응용에서 많이 활용된다.
산소를 측정하는 많은 방법이 있으며 지르코니아, 기전 (또는 갈바닉), 적외선, 초음파 그리고 최근에는 레이저를 사용한다.

## 같이 보기
- 포화 산소량
- 맥박산소측정